# Gymnoscorpius
Gymnoscorpius mutillidigitus
Genre
Espèce
Gymnoscorpius mutillidigitus, unique représentant du genre Gymnoscorpius, est une espèce fossile de scorpions à l'appartenance familiale incertaine.

## Répartition
Cette espèce a été découverte à Swillington au Yorkshire en Angleterre. Elle date du Carbonifère.

## Publication originale
- (en) Andrew J. Jeram, « Carboniferous Orthosterni and their relationship to living scorpions », Palaeontology, 1994, vol. 37, p. 513–550.